# Angelica pachycarpa
Espèce
Classification phylogénétique
Angelica pachycarpa est une espèce de plantes de la famille des Apiaceae. Elle est originaire de la péninsule Ibérique.